# Acacia stricta
Acacia stricta é uma espécie de leguminosa do gênero Acacia, pertencente à família Fabaceae.